# アダム・ステファン・サピエハ
アダム王子ステファンスタニスワフサピエハ（クラシチン城ガリシアとロドメリアの王国、1867年、クラクフ - ポーランド人民共和国、1951年）は、ポーランドの貴族、政治家、教会。ポーランドの霊長類がいないポーランドの主な司教当局であり、ポーランドのドイツ占領に対する抵抗の主要なシンボルの1つ。
彼は1867年5月14日、ポーランドのクラシチン城でリトアニア出身のポーランド貴族の輝かしい一家に生まれた。ルバートウィツァ。彼の兄弟であるヴワディスワフ・レオン・サピェハ公は、ベルギーのマチルダ女王の高祖父だった。彼の祖先の一人は、リトアニアの大物レフ・サピェハだった。彼自身の権利では、彼の教会の肩書きにリンクされたサピエハ王子の彼の肩書きを使用した。

## 教会教育とキャリア。
1886年にリヴィウの体育館を卒業した後、彼の両親が望んだように、彼はウィーン大学で法律学を始めた。しかし、彼は同時にフランスのカトリケドリール研究所に法律に登録することを決定した。その後、彼はクラクフのヤゲロニア大学で法学の研究を続けましたが、最終的には対応する試験に合格した後、1890年にウィーン大学で学位を取得した。
同時に、法律のキャリアと一緒に、彼はの主要な神学校で彼の聖職者の研究を始めたLeopolisビショップ・プリンスによって彼の聖職者按手でそれらを締結、 Kosielskoの月Puzyna 1893年、彼は彼の研究を続けるためにローマへ移動1895年までLeopólisにincardinated。ポンティフィカルグレゴリアン大学での研究。これに加えて、彼はまた、貴族の教皇教会学院に入学し、そこでカノン法と外交を学んだ。
帰国後、彼はレオポリスの主要な神学校の副校長に任命され、その後、校長に就任した。しかし、ゼミナールの結成に関する強い意見の相違により、彼らは彼を辞任に導いた。彼は後にサンニコラスの会衆の牧師と命名されるように、半年間に米国に移動することを決めた、と後に彼が選ばれたキヤノン1902年Leopolisの大聖堂の章の。 1905年までに彼は法王のチェンバレンに任命され、オーストリア-ハンガリー（ガリシアとロドメリア）とロシアポーランド（議会ポーランド）によって制御されるポーランド地域のさまざまな教会問題について秘密の方法でさまざまな外交の仕事を行った。

## ビショップリック
1911年、オーストリアハンガリー政府は彼をクラクフの司教として提案し、聖公会がこの司教座に任命され、教皇ピオ十世自身がシスティーナ礼拝堂で彼に奉献し、王子枢機卿プジナを継承した。同じ年の9月に亡くなったde Kosielsko 。最初の数年間の彼の司牧活動は、主にクラクフの主教区の構造を強化し、慈善団体を設立し、オーストリアハンガリー当局に提出することを目的としている。この状況は、ピウスツキー元帥とポーランド国軍の設立計画に常に強い反対を示した第一次世界大戦中も続いた。しかし、戦時中、彼は「戦争犠牲者のためのプリンス・ビショップ援助委員会」を設立し、議長を務め、ガリシアの戦争で荒廃した地域の多くに健康と社会的支援を提供している。
しかし、オーストリアハンガリーへの忠誠は、ヘンリク・シェンキェヴィチがヴァヴェルに埋葬されたことを否定したときに証明されたが、後にアレクサンデル・カコフスキ大司教がワルシャワの聖ヨハネ大聖堂での埋葬を許可した。

### 独立と第二共和国。
ポーランドの独立とガリツィア地域の新しいポーランド国家への統合後、サピエハ司教は最初は疑わしい態度を示した（彼が個人的にポーランドのヴァヴェル大聖堂でのポーランドの修復に対する感謝祭を主宰したとしても） 1918）、教皇使節団、モンシニョー と対決し、新たに結成された ポーランド第二共和国と 聖座 の間の協約の署名に反対した。ポーランドの教会が国の権力に服従しなければならないことを恐れている。同様に、この紛争は伝統的な優位性の権利にまで広がっていた：一部の司教はワルシャワの大司教と元摂政 アレクサンデル・カコフスキ の主張を "Primate of Poland"のタイトルまで支持した霊長類の称号は エドマンド・ダルボル が率いる Gnieznoの大司教に当てはまるはずであった。緊張が高まり、[グニェズノ]の司教の会期中に、サピエハ自身が教皇使節団の辞任を要求し、次のように述べた。

ポーランドの教会は、外部の影響なしにその問題を解決したいと考えています。

ポーランドの使徒的遺産は、彼が法王に選出されたときでさえ、この侮辱を忘れなかった。彼の教義を通じて、ピウス11世はポーランドの王子司教にカーディナリティの尊厳を与えることを拒否した。 1920年代、彼は1922年の立法選挙に参加する保守党とキリスト教民主党の連合である「全国キリスト教連合」によってガリシア州の上院議員に選出された。しかし、彼の唯一の著名な政治的介入は、1922年のガブリエルナルトヴィッチ大統領暗殺に対する否認宣言だった。翌年、そして彼の政治的経歴と教会の大臣との非互換性のため、彼は上院の議席を辞任した。

### クラクフの最初の大司教。
1925年、クラクフの主教区はピウス11世によって大都会の主教区に昇格した。そのため、サピエハは翌年、タルヌフ司教の手からヴァヴェル大聖堂でパリウムを受け取った。しかし、ピサススキ元帥との対立は高まり、サナジャ政権の主要反対派の1つであり、同じ軍事政権が反体制派に課していた政治的迫害を繰り返し非難した。元帥の死により、競争は減少しなかったが、増加したであろう：いくらかの抵抗があっても、彼は元帥が死んだときにヴァヴェル大聖堂でサンレオナルドの地下室に彼の埋葬を認めた（サピエハ自身の言葉では「暫定的」）。 1935年に、しかし2年後、彼は元帥の棺を大聖堂の鐘楼の下の地下室に移動するように命令し、イグナシーモイチキ大統領が率いる大司教に政府から怒りの訴えを起こた。スキャンダルは、大司教に謝罪のメモに署名するように促した使徒的な修道女フィリッポ・コルテシを超越し、何の不便もなく問題を解決した。

### ポーランドの監督官のバーチャルヘッド。
ブロンド枢機卿がフランスに亡命したことで、サピエハ大司教はポーランドの主要な教会の権威となった。占領している当局に対する彼の立場は非常に繊細だったので、彼は大聖堂の宝物や最も価値のある芸術作品を私邸に避難させるなど、さまざまな手段を講じた。それから、占領している当局に強制されて、彼はヴァヴェルの鍵をハンス・フランク総督に渡した。戦争中の彼らの努力は、さらなる流血を避け、占領期間中のポーランド教会の完全性を維持するために、緊張と繊細なバランスを維持することに限定された。これに加えて、彼は市民の慈善委員会を復活させたが、まもなく終了するだろう。しかし、ドイツの占領者によって認められた唯一の慈善団体である中央福祉評議会を通じて、スイスの使徒職を介して現物で援助を送ることができた。
ポーランド人に対するより公平な扱いを求める彼の呼びかけが無視されたときでさえ、プリンス大司教サピエハは抵抗の象徴となった。彼は亡命中の政府と聖座の両方との秘密の通信を維持した、そしてそれに対して彼はポーランドの教会が保持し続けているますます厳しい条件について報告した。彼は自分の誠実さに影響を与える可能性があるとしても、様々なユダヤ人を迫害から救うために偽の洗礼証明書の発行を秘密裏に命じた。その後、ドイツ当局はクラクフの主要な神学校の閉鎖を命じたが、サピエハはそれを再編して秘密裏に運営した。この秘密の神学校では、カロル・ユゼフ・ヴォイティワが1946年に大司教サピエフ王子の指揮下で聖職に就任するまで、神権へのキャリアを追求していた。

### 枢機卿
彼は任命された枢機卿法王によってピウス12世にconsistory 2月18日の1946年のタイトルを持つ枢機卿司祭最近ナチスの占領から解放され、いくつかの国の他の高位聖職者たちと一緒に、サンタ・マリア・ヌオーヴァらサンタフランチェスカロマーナの。以前は、彼は新しく解放されたポーランドの教会のすべての手綱を引き継ぎ、解放後の状況を評価するためにチェンストホヴァで司教の総会を召集した。彼はまた、クラクフに設立された戦争犯罪法廷の前に証言をした。ブロンド枢機卿がポーランドに戻ると、現在はサピエハ枢機卿が政権全体を彼に引き渡す。

## 晩年
サピエハ枢機卿は彼に深く影響を与えた年月の重みで、特に共和党の停止後、新しいポーランド共和国の新しい共産主義当局と直面した。 1948年、彼は霊長類との共同声明を発表し、平和的な共存に基づく教会と政府間の対話の必要性を主張しました。サピエハ自身の提案により、ルブリンステファンヴィシンスキーの司教がワルシャワの新しい霊長類と大司教に任命された。
教会と共産主義政府の間の不一致は、王子枢機卿サピエハ自身が公に宣言するほどのポイントに達した：

逮捕された場合、私は、ここで行われたすべての私の発言、要求、および承認が虚偽であることをここに宣言します。 彼らが証人に与えられ、署名されたとしても、彼らは自由ではなく、私は彼らを私のものとして受け入れません。
これは、彼の死後2年後に始まったクラクフのキュリアに対する司法の茶番劇の後に特に明白だった。すでに高齢になっており、40年間の司教交代後、王子枢機卿のサピエハはクラクフの古代遺跡の宮殿で亡くなった。彼の役職は一時的にレオポリスの大司教エウゲニウシュ・バジャクによって引き継がれた。ヴァヴェル大聖堂で行われた彼の葬儀は、新体制への反対の政治的デモになるだろう。彼の体は、ヴァヴェル大聖堂の聖スタニスラウスの祭壇の下の地下室に安置されている。
最後の事実として、彼はポーランドの歴史における貴族の最後のポーランド高位聖職者であり、ヨーロッパで最後の王子大司教であった。

## 大衆文化の中で
彼は、さまざまなプロデューサーによって作成されたジョンポール2世の生活に関連するさまざまなミニシリーズに参加している。俳優のジェームズクロムウェルは、法王ジョンポールIIに関する2005年のCBSミニシリーズで彼を描写している。
| ジャンプジナコシエルスコ | クラクフの司教 1911-1925 | クラクフ大司教に同じ                                |
| クラフク司教に同じ       | クラクフ大司教 1925-1951 | エウゲニウシュ・バジャク クラクフの使徒管理者として |

1. ↑  Osial, Wojciech (10 de mayo de 2011). «Zbigniew Marek (red.), Taka jest wiara Kościoła. Katechizm dla dorosłych, Wydawnictwo WAM, Kraków 2009, ss. 232». Paedagogia Christiana 27 (1): 276. ISSN 1505-6872. doi:10.12775/pch.2011.035. Consultado el 31 de agosto de 2020.